# 前1040年代
| 千纪： | 前2千纪 |
| 世纪： | 前12世纪 \| 前11世纪 \| 前10世纪                                                                                     |
| 年代： | 前1070年代 \| 前1060年代 \| 前1050年代 \| 前1040年代 \| 前1030年代 \| 前1020年代 \| 前1010年代                       |
| 年份： | 前1049年 \| 前1048年 \| 前1047年 \| 前1046年 \| 前1045年 \| 前1044年 \| 前1043年 \| 前1042年 \| 前1041年 \| 前1040年 |

## 重要事件及趋势
- 前1046年，周武王伐纣（根據夏商周斷代工程結果），爆發牧野之戰，商朝被周朝消滅。
- 公元前1048年，在位20年的雅典国王梅东（英语：Medon）去世，其子阿卡斯图斯繼位
- 前1042年，三监之乱爆發。管叔鮮和蔡叔度聯合商紂王之子武庚發動反對周朝的叛亂